# Tannay (Nièvre)
Tannay és un municipi francès, situat al departament del Nièvre i a la regió de Borgonya - Franc Comtat. L'any 2007 tenia 612 habitants.

## Demografia

### Població
El 2007 la població de fet de Tannay era de 612 persones. Hi havia 299 famílies, de les quals 128 eren unipersonals (60 homes vivint sols i 68 dones vivint soles), 107 parelles sense fills i 64 parelles amb fills.
La població ha evolucionat segons el següent gràfic:
Habitants censats

### Habitatges
El 2007 hi havia 484 habitatges, 305 eren l'habitatge principal de la família, 109 eren segones residències i 70 estaven desocupats. 429 eren cases i 53 eren apartaments. Dels 305 habitatges principals, 222 estaven ocupats pels seus propietaris, 69 estaven llogats i ocupats pels llogaters i 15 estaven cedits a títol gratuït; 2 tenien una cambra, 21 en tenien dues, 56 en tenien tres, 90 en tenien quatre i 136 en tenien cinc o més. 188 habitatges disposaven pel capbaix d'una plaça de pàrquing. A 153 habitatges hi havia un automòbil i a 89 n'hi havia dos o més.

### Piràmide de població
La piràmide de població per edats i sexe el 2009 era:
| Homes | Edats   | Dones |
| ----- | ------- | ----- |
| 0     | 95 o +  | 0     |
| 0     | 90 a 94 | 4     |
| 8     | 85 a 89 | 12    |
| 8     | 80 a 84 | 4     |
| 12    | 75 a 79 | 48    |
| 28    | 70 a 74 | 24    |
| 36    | 65 a 69 | 32    |
| 8     | 60 a 64 | 32    |
| 16    | 55 a 59 | 8     |
| 12    | 50 a 54 | 24    |
| 20    | 45 a 49 | 16    |
| 28    | 40 a 44 | 8     |
| 24    | 35 a 39 | 20    |
| 12    | 30 a 34 | 8     |
| 4     | 25 a 29 | 4     |
| 16    | 20 a 24 | 0     |
| 8     | 15 a 19 | 24    |
| 8     | 10 a 14 | 8     |
| 12    | 5 a 9   | 16    |
| 24    | 0 a 4   | 0     |

## Economia
El 2007 la població en edat de treballar era de 344 persones, 242 eren actives i 102 eren inactives. De les 242 persones actives 217 estaven ocupades (120 homes i 97 dones) i 25 estaven aturades (14 homes i 11 dones). De les 102 persones inactives 62 estaven jubilades, 16 estaven estudiant i 24 estaven classificades com a «altres inactius».

### Ingressos
El 2009 a Tannay hi havia 307 unitats fiscals que integraven 619 persones, la mediana anual d'ingressos fiscals per persona era de 17.009 €.

### Activitats econòmiques
Dels 53 establiments que hi havia el 2007, 1 era d'una empresa extractiva, 3 d'empreses alimentàries, 1 d'una empresa de fabricació de material elèctric, 2 d'empreses de fabricació d'altres productes industrials, 7 d'empreses de construcció, 11 d'empreses de comerç i reparació d'automòbils, 3 d'empreses de transport, 5 d'empreses d'hostatgeria i restauració, 3 d'empreses financeres, 2 d'empreses immobiliàries, 4 d'empreses de serveis, 8 d'entitats de l'administració pública i 3 d'empreses classificades com a «altres activitats de serveis».
Dels 20 establiments de servei als particulars que hi havia el 2009, 1 era una oficina d'administració d'Hisenda pública, 1 gendarmeria, 1 oficina de correu, 1 una oficina bancària, 2 tallers de reparació d'automòbils i de material agrícola, 2 paletes, 2 fusteries, 2 lampisteries, 1 electricista, 3 perruqueries, 2 veterinaris i 2 restaurants.
Dels 6 establiments comercials que hi havia el 2009, 1 era una gran superfície de material de bricolatge, 1 una botiga de menys de 120 m², 1 una fleca, 1 una peixateria, 1 una botiga d'equipament de la llar i 1 una botiga de material de revestiment de parets i terra.
L'any 2000 a Tannay hi havia 18 explotacions agrícoles que ocupaven un total de 531 hectàrees.

## Equipaments sanitaris i escolars
El 2009 hi havia 1 farmàcia i 1 ambulància.
El 2009 hi havia una escola elemental integrada dins d'un grup escolar amb les comunes properes formant una escola dispersa.

## Poblacions més properes
El següent diagrama mostra les poblacions més properes.